# Phaleria nisidai
Phaleria nisidai är en tibastväxtart som beskrevs av Kanehira. Phaleria nisidai ingår i släktet Phaleria och familjen tibastväxter. Inga underarter finns listade i Catalogue of Life.